# Promecidus cylindricus
Promecidus cylindricus là một loài bọ cánh cứng trong họ Cerambycidae.